# 13 mars 1957
Le mercredi 13 mars 1957 est le 72e jour de l'année 1957.

## Naissances
- Artus de Penguern (mort le 15 mai 2013), acteur, scénariste et réalisateur français
- Charles Carson, peintre canadien
- Christine Traurig, cavalière de dressage américaine
- Daniel Licht (mort le 2 août 2017), compositeur américain
- Danny Kallis, producteur et scénariste américain de télévision
- Frédéric Selle, athlète français
- Jean-Yves Lafesse, humoriste français
- John Hoeven, politicien américain
- Jonathan Mestel, joueur d'échecs et mathématicien anglais
- Josef Macháček, pilote tchèque de rallye-raid, de motocross et de quad
- Jozef Kukučka, joueur de football tchécoslovaque
- Lolita (animatrice), animatrice de radio et télévision suisse
- Marcellino Lucchi, pilote de moto italien
- Patricia McKenna, femme politique irlandaise
- Philip Philmar, acteur britannique
- Roger Aguerre, joueur français de rugby à XV
- Stanislas de Quercize, homme d'affaires et chef d'entreprise français

## Décès
- Ernst Nobs (né le 14 juillet 1886), politicien suisse
- George Allison (né le 24 octobre 1883), journaliste et manager anglais de football
- Hélène Vladimirovna de Russie (née le 22 janvier 1872), princesse de Grèce et de Danemark
- Hans Heinrich Schaeder (né le 31 janvier 1896), orientaliste allemand
- Léandre Grandmoulin (né le 12 novembre 1873), sculpteur belge
- Lena Ashwell (née le 28 septembre 1872), actrice britannique
- Paul Bildt (né le 19 mai 1885), acteur allemand